# Persea vesticula
Persea vesticula là loài thực vật có hoa trong họ Nguyệt quế. Loài này được Standl. & Steyerm. miêu tả khoa học đầu tiên năm 1944.